# H.P. Doebele
H.P. (Peter) Doebele (Bazel, 28 september 1925 - Laren NH, 9 juli 2010) was een grafisch ontwerper en graficus, die zijn opleiding kreeg aan de Allgemeine Gewerbeschule in zijn geboorteplaats.
Doebele kwam in 1947 naar Nederland en vestigde zich later als freelance-ontwerper in Amsterdam, waar hij ook les gaf aan de Gerrit Rietveld Academie. Hij werkte onder meer voor verschillende uitgeverijen en ontwierp, in samenwerking met Gerard Wernars, affiches voor De Bijenkorf in Amsterdam. In 2008 verhuisde hij naar het Rosa Spier Huis in Laren.
Hij schonk in december 2007 zijn archief aan de Bijzondere Collecties van de Universiteit van Amsterdam.